# (592) Bethsabée
Pour les articles homonymes, voir Bethsabée (homonymie).
(592) Bethsabée ((592) Bathseba) est un astéroïde de la ceinture principale découvert par Max Wolf le 18 mars 1906.
Il a été ainsi baptisé en référence à Bethsabée, épouse du Roi David.